# Sent Alari (Alta Garona)
Sent Alari (francès Saint-Hilaire) és un municipi francès del department de l'Alta Garona, a la regió Occitània.